# Zubrohlava
Zubrohlava é um município da Eslováquia, situado no distrito de Námestovo, na região de Žilina. Tem 15,26 km² de área e sua população em 2018 foi estimada em 2.313 habitantes.

## Demografia
| Ano:        | 1994 | 2004    | 2014    | 2024    |
| ----------- | ---- | ------- | ------- | ------- |
| Broj ljudi: | 1746 | 2044    | 2263    | 2555    |
| Razlika:    |      | +17,06% | +10,71% | +12,90% |

| Ano:               | 2023 | 2024   |
| ------------------ | ---- | ------ |
| Número de pessoas: | 2493 | 2555   |
| Diferença:         |      | +2,48% |